# Équipe du Paraguay féminine de handball

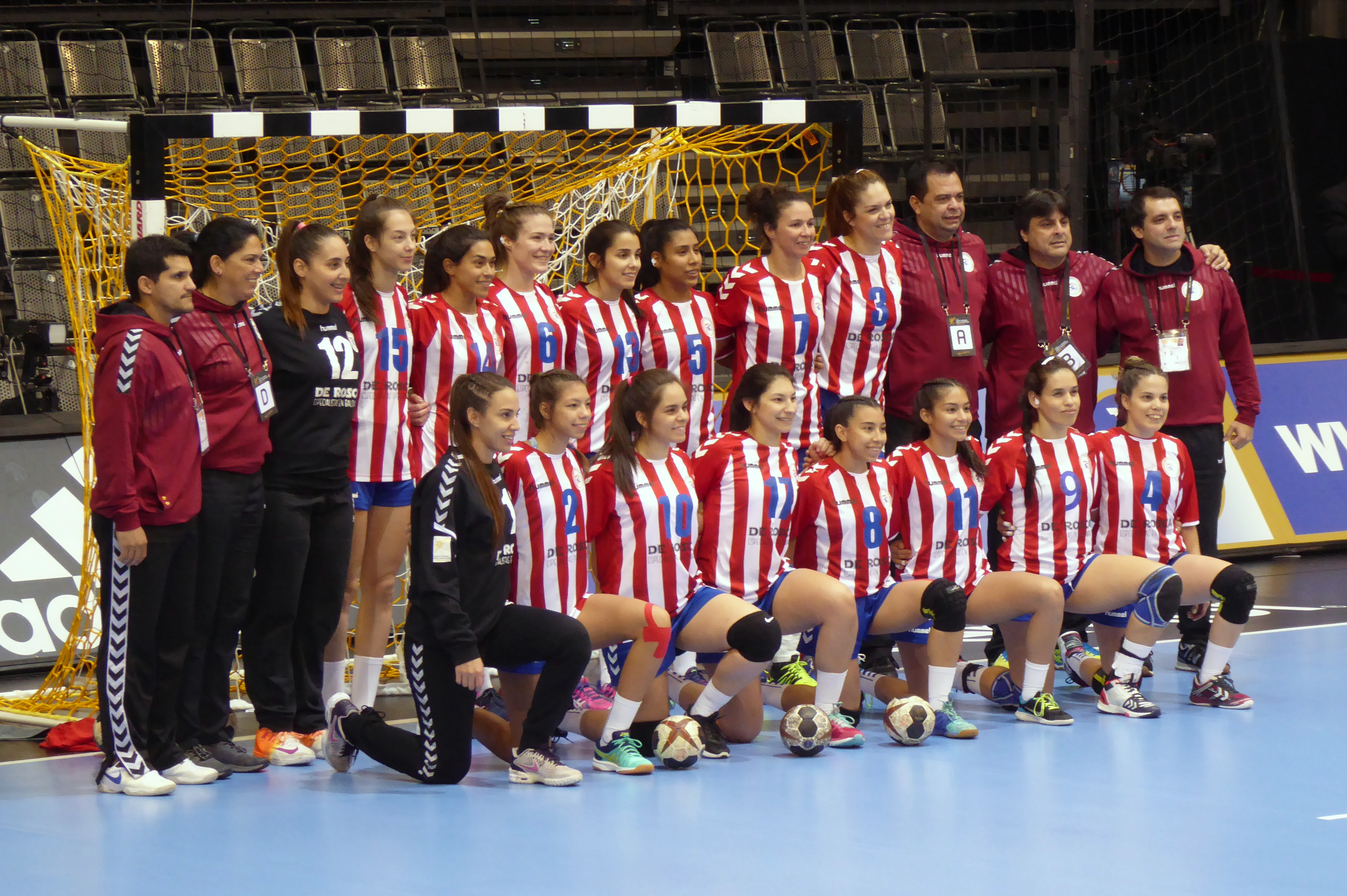
Le Paraguay au Championnat du monde 2017.

Dernière mise à jour : 21 septembre 2020.
L'équipe du Paraguay féminine de handball représente la fédération paraguayenne de handball lors des compétitions internationales, notamment aux championnats du monde et aux compétitions continentales.

## Parcours en compétition internationales
Championnats du monde
- 2007 : 23e
- 2013 : 21e
- 2017 : 21e

Jeux panaméricains
- 2007 : 7e
- 2023 :  3e place

Championnats panaméricain
- 1986 : 5e
- 1991 : 5e
- 2007 : 4e
- 2009 : 7e
- 2013 : 4e
- 2015 : 7e
- 2017 :

Championnat d'Amérique du Sud et centrale
- 2018 :